# Margarita I de Dinamarca
Margarita Valdemarsdotter (Castillo de Søborg, Dinamarca 1353 - Flensburgo, Holstein 28 de octubre de 1412) fue reina de Dinamarca y Noruega entre 1387 y 1412, y de Suecia de 1389 a 1412. Fue asimismo la fundadora del pacto de unión conocido como la Unión de Kalmar y la primera monarca que gobernó los tres reinos nórdicos, incluyendo Groenlandia, Islandia, las Islas Feroe y las Orcadas, entonces pertenecientes a Noruega, y Finlandia, que formaba parte de Suecia. Es una de las figuras más destacadas de toda la historia de los países nórdicos. Era hija del rey Valdemar IV de Dinamarca. Se casó en 1363 con el rey Haakon VI Magnusson de Noruega y Suecia. Madre de Olaf, rey de Dinamarca de 1376 a 1387, y de Noruega de 1380 a 1387.

## Regente de Dinamarca y Noruega

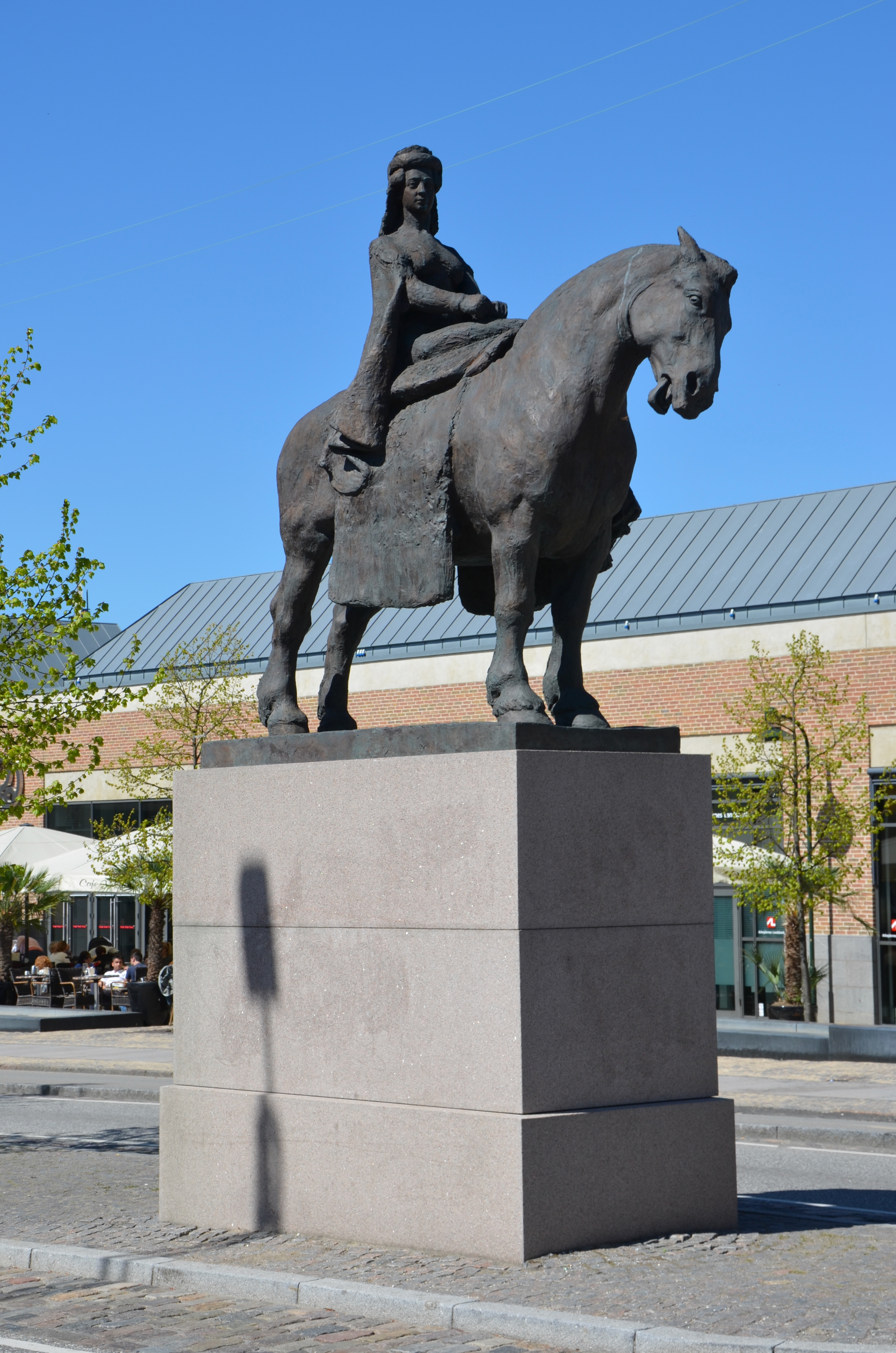
Reina Margarita, Roskilde, de Anne Marie Carl-Nielsen

Margarita era la hija menor de los reyes de Dinamarca, Valdemar IV y Hedwige de Schleswig. En enero de 1359 se comprometió en matrimonio con el rey de Noruega Haakon VI Magnusson, quien también gobernaba como correy de Suecia, junto a su padre Magnus II Eriksson. En 1363, a la edad de 10 años, se casó en el castillo de Copenhague y se convirtió en reina consorte de Noruega. Margarita permaneció en Dinamarca hasta 1366, año en el que partió a Noruega, donde contaría con las enseñanzas de Marta Ulfdotter, la hija de santa Brígida. Pronto demostró sus virtudes como consejera de su esposo, mucho mayor que ella, aun en los asuntos del Estado. A principios de diciembre de 1370, Margarita dio a luz a su primer y único hijo, Olaf, que fue elegido en 1376 como rey de Dinamarca, en sustitución de Valdemar IV (el rey Valdemar había muerto en octubre de 1375). Entonces Margarita se ocupó principalmente de ganar el favor de los nobles daneses hacia su hijo, del cual ella misma fungió como tutora y por lo tanto regente del reino.
En mayo de 1380 falleció el rey Haakon, y Olaf heredó, sin opositores, el trono de Noruega. Margarita tuvo que gobernar entonces dos reinos, en calidad de regente, dada la minoría de edad de su hijo.
Margarita se mostró desde el principio descontenta con los términos de la Paz de Stralsund (1370) que permitió a la Liga Hanseática a «inmiscuir en los asuntos de Dinamarca». Con eso se refería más que nada a su jurisdicción en los castillos costeros de Escania (que sin embargo ya se encontraban en su mayoría bajo administración danesa) y al derecho de veto que los hanseáticos tenían contra la elección del heredero al trono danés. Poco después de ocupar el trono, la reina procedió a retirar estos privilegios en una actitud desafiante hacia la Hansa. Sin embargo, las relaciones comerciales quedaban intactas y la Liga seguía ejerciendo un monopolio en las rutas de comercio bálticas y gozar de sus privilegios en la región a lo largo de su reinado. De hecho, en años anteriores la Hansa ya había renunciando a su presencia en los castillos del interior de Escania y ya en 1385 había disuelto la Confederación de Colonia, acciones que parece indicar que en todo caso no tenía aspiraciones en Dinamarca sino solo en lo que al comercio marítimo regional se refería. Tampoco habían ejercido su derecho de veto con respecto a la corona danesa. Por ende, las relaciones entre Margarita y los hanseáticos, aunque no siempre amigables, no acarreaban conflictos militares durante su reinado.
En 1386 Margarita se ganó además la fidelidad del conde Gerardo VI de Holstein. Los condes de Holstein dominaban el ducado de Schleswig desde hacía varios años, y la región siempre había sido motivo de discordia entre Holstein y Dinamarca. Mediante la negociación con Margarita, esta pudo ser reconocida como señora del ducado de Schleswig. Sin embargo, con la constitución de la Unión de Kalmar, estas relaciones cambiarían radicalmente (véase a continuación).
El 3 de agosto de 1387 murió repentinamente el adolescente rey Olaf. 

### «Ama y Señora de Noruega y Dinamarca»
A la muerte de su hijo, Margarita, que había gobernado con prudencia y fuerza, se enfrentó a la familia gobernante de Mecklemburgo, que tenía pretendientes a los tronos danés (Enrique III de Mecklemburgo) y noruego (Alberto III de Mecklemburgo, rey de Suecia). Margarita venció sobre las pretensiones alemanas y en 1387 fue elegida «ama, señora y tutora de Dinamarca con plenos poderes», y en febrero de 1388 sucedió lo mismo en Noruega. Así, Margarita se convirtió en reina con poder absoluto, hasta que ella y el pueblo eligieran un nuevo rey. 
Asegurada la frontera danesa en el sur gracias a la paz con Holstein, Margarita echó a andar sus pretensiones sobre Suecia, aprovechando el descontento de campesinos y varios nobles suecos hacia el rey Alberto.

## Reina regente de Suecia

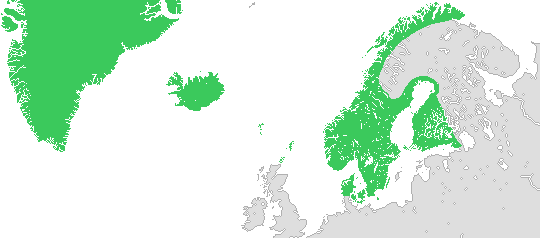
El territorio de los Tres Reinos, que más tarde a partir de 1397 se convirtió en una unión personal formal

Margarita había sido ya reina consorte de Suecia durante el cogobierno de su esposo Haakon VI Magnusson con Magnus II Eriksson, antes de que el trono fuera usurpado por Alberto III de Mecklemburgo. Sin embargo, Margarita apoyó a su hijo Olav para que éste fuera proclamado en 1385 heredero de la corona de Suecia. En 1388 Margarita entabló una alianza con los nobles suecos descontentos con el gobierno opresor del rey Alberto, mediante la cual los nobles le prometieron la regencia del reino a cambio de que Margarita liberara a Suecia de los alemanes y la anarquía reinante durante la larga guerra civil. Margarita decidió intervenir militarmente en Suecia, aunque no hay datos históricos sobre si su ejército se constituía principalmente de suecos o daneses. Alberto intentó burlarse de la reina, llamándola, entre otras cosas, "el rey sin pantalones", y llegó a enviarle una lima para que se afilara las uñas.
Alberto partió a Mecklemburgo, donde reuniría un ejército alemán que se enfrentaría a Margarita. Sin embargo, la victoria se inclinó de esta última. El 24 de febrero de 1389 el ejército de Margarita venció al de Alberto en la batalla de Åsle, cerca de Falköping, que culminó con el encarcelamiento del propio Alberto y su hijo. Así, Margarita se convirtió en gobernante de Suecia.
Estocolmo, entonces con una gran proporción de población alemana, se negó a reconocer a Margarita. La ciudad fue sitiada, pero resistió el embate gracias al apoyo otorgado por los vitalianos, un numeroso gremio de piratas contratado por los príncipes alemanes enemigos de Margarita. Finalmente, Margarita llegó a un acuerdo con Alberto (pacto de Lindholm, 1395), en el que sirvió de mediadora la Liga Hanseática; para que Alberto fuera liberado, este debía pagar una alta suma de dinero en un plazo no mayor a tres años, mientras que la Liga Hanseática tomó Estocolmo en prenda. Como Alberto no pagó la suma acordada, la Liga Hanseática cedió Estocolmo a Margarita en 1398, a cambio de privilegios comerciales.

## La Unión de Kalmar

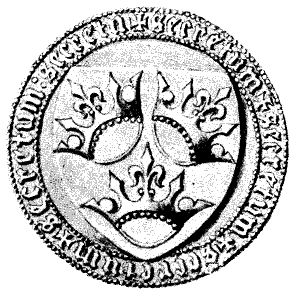
Sello de Margarita I, que muestra tres coronas. Año de 1390

Margarita adoptó a su sobrino nieto, Erico de Pomerania, un noble alemán nieto de su hermana Ingeborg. Erik descendía de las tres dinastías que habían gobernado los tres reinos antes de Margarita. La reina llevó a Erik a Dinamarca en 1389 y lo apoyó para que fuera electo rey de ese país. Erik fue elegido rey de Noruega en 1389, y de Dinamarca y Suecia en 1396. Para mantener la unión entre los tres reinos, Margarita convocó a los tres distintos consejos en la ciudad sueca de Kalmar, donde se llevó a cabo la coronación de Erik, el 17 de junio de 1397. El 20 de julio del mismo año se redactó en Kalmar una acta de unión, conocida como la Unión de Kalmar.
El acta de unión establecía en sus cláusulas que los tres países mantendrían sus leyes y costumbres propias, y que cada Estado sería administrado por sus propios representantes. Margarita no estuvo del todo convencida, pues ella quería la unión total de Escandinavia, pero aceptó.
A los dieciocho años, Erik fue declarado en edad de reinar, pero Margarita continuó siendo la gobernante verdadera hasta su muerte, al tiempo que le otorgó al joven rey algunos asuntos del gobierno.

## Pretensiones sobre Gotlandia y Schleswig
La isla sueca de Gotlandia, fue ocupada por los vitalianos desde 1394, estableciendo su cuartel general la ciudad de Visby, antaño el centro del dominio hanseático en el Báltico oriental. Posteriormente, pasó a manos de la Orden Teutónica. En 1408, Margarita consiguió acordar con la Orden la compra de la isla, que pasó entonces a dominio de Dinamarca.
Otra de sus ambiciones seguía siendo el condado/ducado de Schleswig.  En 1404 murió el conde Gerardo IV y Margarita aprovechó para lanzar sus planes de anexión del ducado jutlandés a la Corona danesa. Entre otros, mandó construir con el respaldo por su sobrino, el futuro rey Erico, el castillo de Duburg en una ubicación estratégica de la ciudad de Flensburgo  con el fin de tomar el control del Báltico occidental. Esta acción desató una guerra contra los condes de Holstein, que poco después de su muerte, y con Erico enemistado con los hanseáticos, se desarrollaría en una guerra entre La Unión de Kalmar y el bando alemán (las ciudades wendas de la Hansa y Holstein). Aunque Margarita había fallecido a esta altura, el castillo que construyó se convirtió en un factor importante en la batalla de Flensburgo.

## Muerte

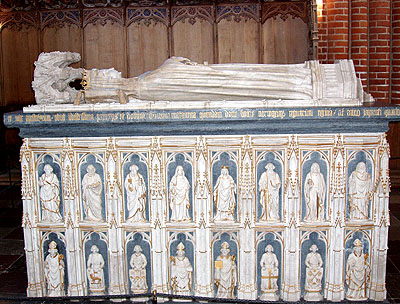
Tumba de Margarita I en la catedral de Roskilde.

Margarita se embarcó hacia la ciudad de Flensburgo, donde tendrían lugar las negociaciones de paz. En el puerto de ese ciudad la sorprendió la muerte el 28 de octubre de 1412. Se cree que falleció a causa de la peste. 
Su cuerpo fue enterrado primeramente en la localidad danesa de Sorø. En 1413 sus restos fueron trasladados a la catedral de Roskilde, cerca de Copenhague, donde se le rindió un suntuoso funeral. En 1423 se levantó en su tumba un grandioso monumento de alabastro, de estilo gótico, ricamente adornado y coronado con una estatua yacente de la reina.
| Predecesor: Olaf II de Dinamarca        | Reina de Dinamarca 1375 - 1412      | Sucesor: Erico de Pomerania |
| Predecesor: Olaf IV                     | Reina de Noruega 1388 - 1412        | Sucesor: Erico de Pomerania |
| Predecesor: Alberto III de Mecklemburgo | Reina Regente de Suecia 1389 - 1412 | Sucesor: Erico de Pomerania |